# Беевский сельский совет (Липоводолинский район)
Беевский сельский совет (укр. Беївська сільська рада) — входит в состав
Липоводолинского района
Сумской области
Украины.
Административный центр сельского совета находится в 
с. Беево
.

## Населённые пункты совета
- с. Беево
- с. Куплеваха
- с. Мельниково
- с. Олещенково

## Ликвидированные населённые пункты совета
- с. Перемога